# Партия независимости (Исландия)
Партия независимости (исл. Sjálfstæðisflokkurinn) — либерально-консервативная и евроскептическая политическая партия в Исландии.

## Идеология
Как ведущая правая партия страны всегда занимала прорыночные позиции, однако изначальную ориентацию на Laissez-faire капитализм с 1930-х смягчила в пользу создания социального государства и впредь относилась к нему более благосклонно, чем прочие либерально-консервативные партии Северной Европы. Партия активно поддерживает идею евроатлантического партнёрства, в частности, в мае 1940 года партия выступила одним из инициаторов установления союзнических отношений с Великобританией, а затем в июле 1941 – заключения соглашения с США «об обороне Исландии в течение войны», и именно правительство «независимых» привело страну в НАТО в 1949 году. При этом партия стоит на евроскептических позициях и не поддерживала до недавнего времени планов по вступлению страны в Европейский Союз, а в 2015 году отменила заявку Исландии на членство в ЕС. Поддержка партией решений о расширении рыболовной зоны вокруг своей территории осложнили отношения Исландии с Великобританией и ФРГ, приведя к тресковым войнам. 

## История

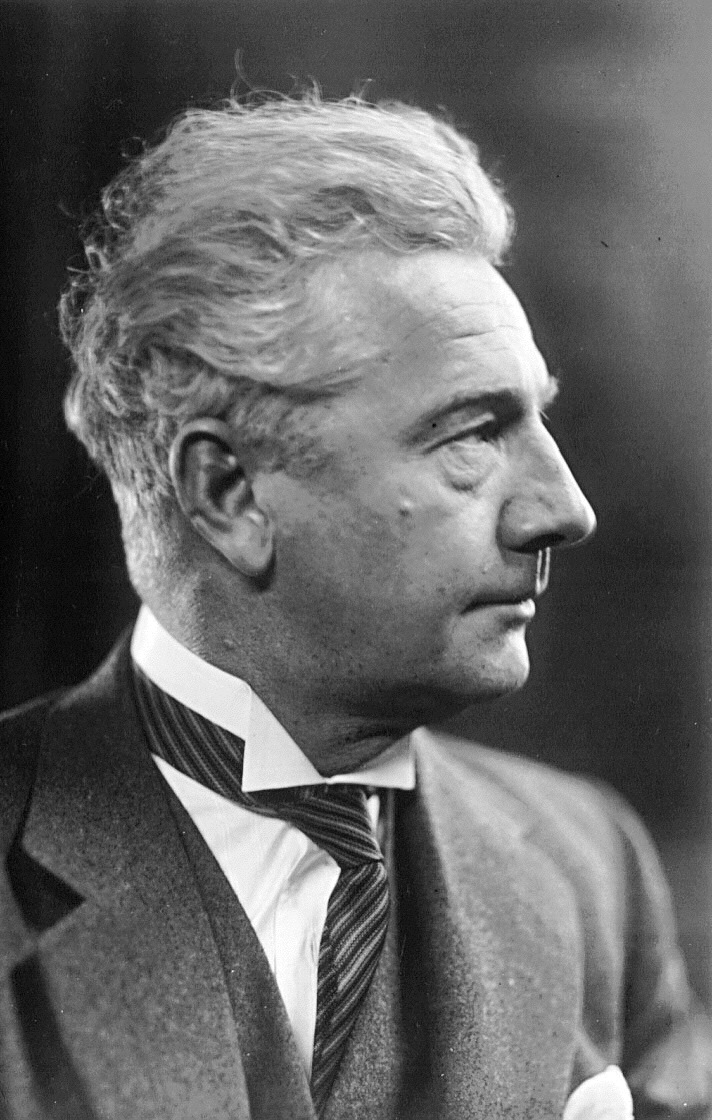
Председатель партии Оулавюр Торс был премьер-министром дольше всех, на протяжении почти 30 лет — в мае-декабре 1942, 1944–1947, 1949–1950, 1953–1956, 1959—1961 и 1962–1963 годах

Образована 25 мая 1929 года в результате объединения Консервативной (Íhaldsflokkurinn) и Либеральной партий (Frjálslyndi flokkurinn), на которые двумя годами ранее раскололась первая Партия независимости (1907—1927). Её первым председателем до 1934 года был Йоун Тодлаукссон. 
С 1931 года участвовала в выборах в Альтинг, в 1932–1934 годах впервые была представлена в правительстве. На парламентских выборах с 1933 (когда ей сопутствовал наибольший успех – 48%) и по 2017 год почти всегда получала первое место (и наибольшее число мест, кроме выборов 1937 года); единственное исключение — 2-е место на выборах 2009 года после начала финансового кризиса, усугубленного политикой правительств при её участии.
Все последующие лидеры партии — Олафур Торс, Бьярни Бенедиктссон, Йоханн Хафстейн, Гейр Халлгримссон, Торстейн Пальссон, Давид Оддсон, — в своё время возглавляли правительства страны. Как правило, Партия независимости создавала однопартийные кабинеты или пользовалась поддержкой иных правых сил, но в 2007 году её основной возможный партнер — Прогрессивная партия — потерпела серьёзное поражение, в результате чего было образовано правительство «большой коалиции» из представителей Партии независимости и основной левоцентристской силы в стране — Социал-демократического альянса.
Гейр Хорде был вынужден подать в отставку с поста премьер-министра в начале 2009 года вследствие затяжного экономического кризиса в стране и отказа «Социал-демократического альянса» впредь составлять с Партией независимости правящую коалицию, а позже покинул и пост лидера партии.
Председатель партии Бьярни Бенедиктссон (младший) являлся премьер-министром Исландии с 11 января до 30 ноября 2017 года и с 9 апреля по 21 декабря 2024 года. Занимал посты министра финансов (2017—2023) и министра иностранных дел (2023—2024) в коалиционном правительстве Катрин Якобсдоуттир из «Лево-зелёного движения».
Председатель партии со 2 марта 2025 года — Гвюдрун Хафстейнсдоуттир.

## Структура
Партия независимости состоит из районов (kjördæmi), соответствующих избирательным округам. Высшим органом партии является национальный съезд (landssambandsþing), между съездами — национальное правление (landssambandsstjórn). Партия поддерживает высокое членство, охватывая более 10 % взрослого населения Исландии. К партии традиционно близки крупнейшие по тиражу газеты Исландии (в том числе Morgunblaðið и Vísir).
Районы
Высший орган района — районное общее собрание (kjördæmisþing), между районными съездами — районное правление (kjördæmisstjórn).
Союз молодых независимых
Молодёжное крыло — Союз молодых независимых (Ungir sjálfstæðismenn) — является крупнейшей молодёжной политической организацией страны и обычно занимает более либеральные позиции, чем материнская партия.

## Список председателей Партии независимости

Старый логотип партии

| Имя                         | Начало полномочий | Окончание полномочий |
| Йоун Тодлаукссон            | 29 мая 1929       | 2 октября 1934       |
| Олафур Торс                 | 2 октября 1934    | 22 октября 1961      |
| Бьярни Бенедиктссон         | 22 октября 1961   | 10 июля 1970         |
| Йоханн Хафстейн             | 10 июля 1970      | 12 октября 1973      |
| Гейр Халлгримссон           | 12 октября 1973   | 6 ноября 1983        |
| Торстейн Пальссон           | 6 ноября 1983     | 10 марта 1991        |
| Давид Оддссон               | 10 марта 1991     | 16 октября 2005      |
| Гейр Хорде                  | 16 октября 2005   | 29 марта 2009        |
| Бьярни Бенедиктссон-младший | 29 марта 2009     | 2 марта 2025         |
| Гвюдрун Хафстейнсдоуттир    | с 2 марта 2025    |                      |